# Tomáš Hubočan
Tomáš Hubočan (Žilina, 17 september 1985) is een Slowaaks voetballer die doorgaans als centrale verdediger speelt. Hubočan debuteerde in 2006 in het Slowaaks nationaal elftal.

## Clubcarrière
Hubočan debuteerde bij MŠK Žilina in 2004. In 2006 werd hij een jaar uitgeleend aan ViOn. In totaal speelde hij 38 wedstrijden voor MŠK Žilina. Op 11 februari 2008 legde Zenit Sint-Petersburg de Slowaakse verdediger vast als vervanger van zijn naar Liverpool vertrokken landgenoot Martin Škrtel. Bij Zenit vormt hij centraal achterin een vast duo met Nicolas Lombaerts of de Portugees Bruno Alves.

## Interlandcarrière
Hubočan debuteerde voor Slowakije op 11 december 2006 in de vriendschappelijke wedstrijd tegen de Verenigde Arabische Emiraten. Bij Slowakije vormt hij centraal achterin een vast duo met Liverpool-verdediger Martin Škrtel. Met Slowakije nam Hubočan deel aan het Europees kampioenschap voetbal 2016 in Frankrijk. Slowakije werd in de achtste finale uitgeschakeld door Duitsland (0–3).